# 로버트 베이커 (1979년생 배우)
로버트 베이커(영어: Robert Baker, 1979년 10월 15일 ~ )는 미국의 배우이다.

## 출연 작품

### 영화
- 《마이 굿 맨스 곤》 (2015년)
- 《라스트 타임 유 해드 펀》 (2014년)
- 《런어웨이 걸》 (2014년)
- 《버츄얼리 히어로즈》 (2013년)
- 《론 레인저》 (2013년)
- 《캡틴 포크》 (2011년)
- 《가져선 안될 비밀》 (2011년)
- 《크레이지 온더 아웃사이드》 (2010년)
- 《레더헤즈》 (2008년)
- 《인디아나 존스: 크리스탈 해골의 왕국》 (2008년)
- 《세이브 미》 (2007년)
- 《스페셜》 (2006년)
- 《세러핌 폴스》 (2006년)
- 《레이디킬러》 (2004년)
- 《아웃 오브 타임》 (2004년)
- 《올드 스쿨》 (2003년)